# Jesus Price Supastar
Jesus Price Supastar è il secondo album in studio del rapper statunitense Sean Price, pubblicato nel 2007.

## Tracce
1. Intro (Jesus Price)
2. Like You
3. P-Body
4. Cardiac
5. Stop
6. Violent
7. Da God
8. Oops Upside Your Head
9. Church
10. King Kong
11. One
12. You Already Know
13. Directors Cut
14. Let It Be Known
15. Hearing Aid
16. Mess You Made